# Lenguas andoque-urequena
Las lenguas andoque-urequena forman una pequeña familia lingüística formada por un par de lenguas, el andoque y el urequena. La estrecha relación del urequena con el andoque fue reconocida por primera vez por Marcelo Jolkesky.: 285 
El urequena (uerequena, arequena, orelhudo) está actualmente extinto, y sólo se conoce a partir de un manuscrito sin fecha del siglo XIX del naturalista austríaco Johann Natterer. Natterer da el río Içá (o río Putumayo) como la ubicación de la lengua urequena.